# Nicolaus Ascelinus
Nicolaus Ascelinus (italienisch Ascelino di Lombardia; auch Ascelin von der Lombardei und Ascelin von Cremona) war ein italienischer Dominikaner und Mongoleireisender. Der aus der Lombardei stammende Ordensbruder führte in den Jahren 1245 bis 1248 eine Reiseexpedition in das heutige Aserbaidschan an.

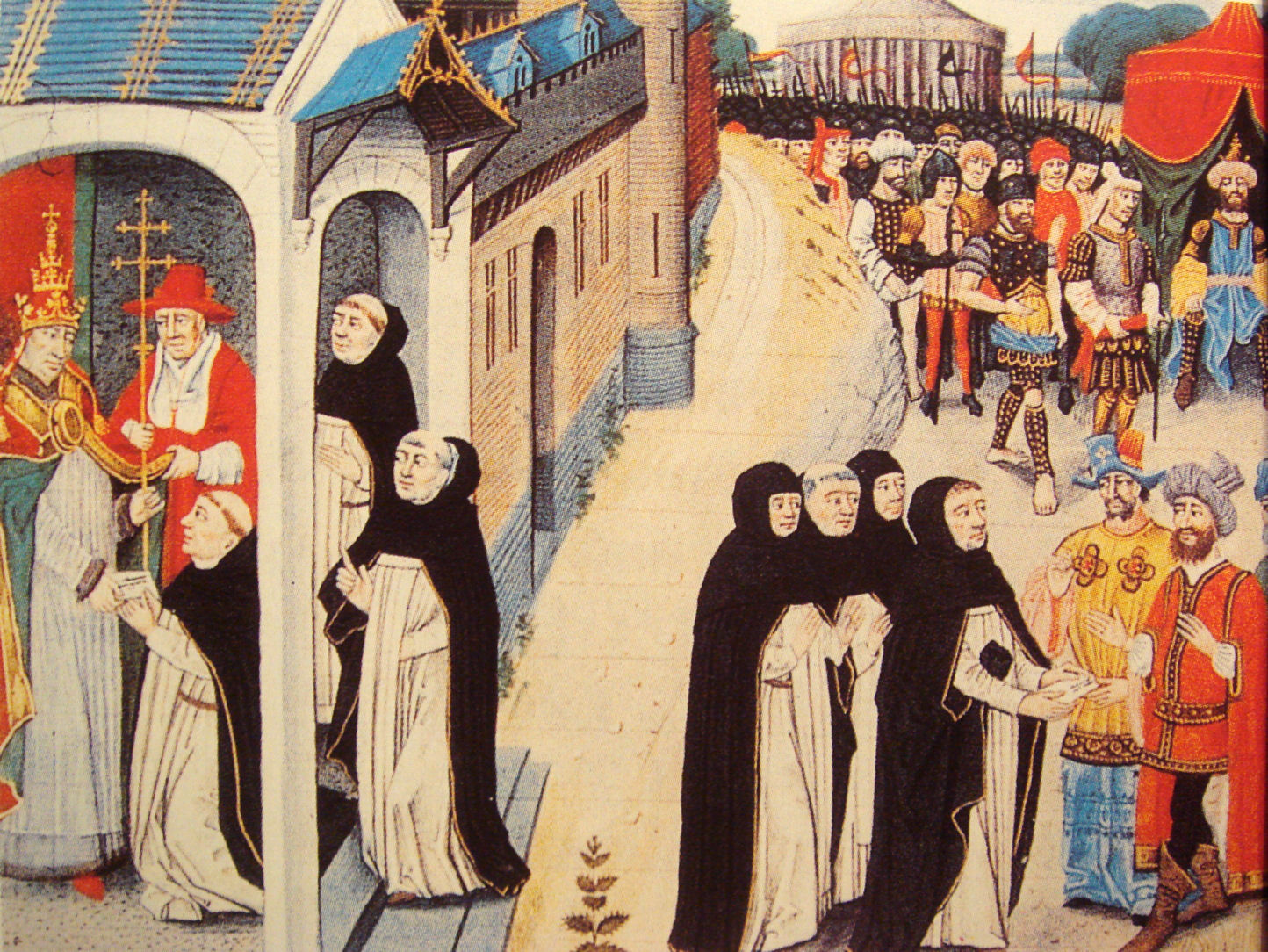
Ascelin wird vom Papst mit der Mission betraut und trifft mit seinen Begleitern auf Baiju. Französische Buchmalerei aus der Chronique des empereurs von David Aubert (1462).

## Leben
Im März 1245 ist Ascelin in Lyon von Papst Innozenz IV. mit einer diplomatischen Mission zu dem im persischen Raum operierenden mongolischen Feldherrn Baiju betraut worden. Dazu sind ihm vermutlich Abschriften der für die Missionen von Lorenz von Portugal, Benedictus Polonus und Johannes de Plano Carpini bestimmten Schreiben vom 5. und 13. März 1245 (Dei patris inmensa; Cum non solum) beigegeben wurden, in denen die Mongolen zur Einstellung ihrer Gräueltaten und zur Annahme des Christentums aufgefordert werden.
Seine Reise hat Ascelin allerdings erst 1246 aufgenommen, in Begleitung seiner Ordensbrüder Alexander und Albert. Im Heiligen Land hat sich ihnen ein weiterer Dominikaner angeschlossen, der Reiseberichterstatter Simon von Saint-Quentin (Historia Tartarorum). Im georgischen Tiflis ist zuletzt Bruder Guichard von Cremona zu ihnen gestoßen, der für den weiteren Reiseverlauf als Dolmetscher fungierte. Am 24. Mai 1247 erreichte die Gesandtschaft das Feldlager des Baiju östlich des Sewansees in der Landschaft Arrān. Dieser hatte die Mönche beinahe exekutieren lassen, nachdem sich Ascelin geweigert hatte, sich vor ihm zu verneigen. Am 17. Juli ist der Feldherr Iltschikadai im Feldlager eingetroffen, der Baiju auf Weisung des neuen Großkhans Güyük als Oberbefehlshaber in Persien ablösen sollte. Dazu hatte er ein für den Papst bestimmtes Antwortschreiben des Herrschers mit demselben Inhalt mitgebracht, wie es schon dem Gesandten Carpini im Jahr zuvor mitgegeben wurde. Der Khan zeigte sich nicht an einer Annahme des christlichen Glaubens interessiert und verlangte stattdessen die Unterwerfung des Papstes und aller Könige Europas unter seine Herrschaft. Am 25. Juli 1247 haben Ascelin und seine Begleiter die Heimreise angetreten. Von den Mongolen sind ihnen zwei Nestorianer, Aibeg und Serkis, als Emissäre mitgeschickt worden. Erst im Sommer 1248 sind sie an den päpstlichen Hof zu Lyon zurückgekehrt. 
Gemäß dem Reisebericht Simons von Saint-Quentin hatten Baiju und die Mongolen einen sehr negativen Eindruck bei Ascelin hinterlassen, der sie der christlichen Welt gegenüber für hochgefährlich und verhandlungsresistent hielt.